# 평사휴게소
평사 휴게소(平沙休憩所, Pyeongsa Service area)는 경상북도 경산시 진량읍 평사(平沙)리에 위치한 경부고속도로의 고속도로 휴게소이다. 주소는 경상북도 경산시 진량읍 경부고속도로 105이다. 부산기점에서 106 km 떨어진 곳에 위치하며, 부산방향에만 휴게소가 존재한다.

## 시설
- 편의점
- 간식코너
- 한식코너
- 양식전문점
- 김밥전문점
- 주차장
- 현금인출기
- 평사삼성현테마공원
- 종합안내소
- 장애인 편의시설
- 모유수유실
- 화장실
- 놀이시설
- 스크린야구장
- 브랜드매장 : 엔제리너스(커피), 파리바게트(제빵), 발렌키(의류)
- 정유사 : 알뜰주유소, GS칼텍스(LPG충전소)
- 경정비소 : 없음
- 화물휴게소 : 없음
- 대표음식 : 돼지찌개 정식
  - 북위 35° 53′ 09″ 동경 128° 52′ 06″ / 북위 35.8857694°  동경 128.8683462°

## 다음 휴게소
하행선
- 경부고속도로 부산방향 건천휴게소 30km

## 전후
- 경산 나들목 → 평사휴게소 → 경주 나들목
- 칠곡휴게소 → 평사휴게소 → 건천휴게소